# شارون كيس
شارون كيس (بالإنجليزية: Sharon Case)‏ هي ممثلة أمريكية، ولدت في 9 فبراير 1971 في ديترويت في الولايات المتحدة.

## وصلات خارجية
- الموقع الرسمي
- شارون كيس على موقع IMDb (الإنجليزية)
- شارون كيس على موقع ألو سيني (الفرنسية)
- شارون كيس على موقع أول موفي (الإنجليزية)
- شارون كيس على موقع إن إن دي بي (الإنجليزية)
- شارون كيس على موقع قاعدة بيانات الفيلم (الإنجليزية)
- شارون كيس على موقع كينوبويسك (الروسية)